# 2024년 레바논 정전
2024년 레바논 정전은 2024년 8월 17일 레바논 국영 전력회사인 엘렉트리시테 뒤 리방(Électricité du Liban)의 발전소 연료 보유량이 고갈되면서 시작된 레바논 전역의 총체적 정전 사태를 일컫는다. 이 정전으로 인해 레바논 수자원공사가 충분한 양의 물을 공급하지 못하게 되어 광범위한 물 부족 현상이 발생했으며, 하수 처리 시스템, 항구, 공항, 교도소 등 레바논의 여러 핵심 기관들의 운영이 중단되었다.

## 배경
레바논에서 사용되는 에너지의 대부분은 수입에 의존하고 있다. 레바논의 에너지 시장은 급격히 증가하는 소비와 빈번한 공급 부족이 특징이다. 이러한 공급 부족은 1975년부터 1990년까지 국가를 황폐화시킨 내전으로 인해 부분적으로 파괴된 노후화된 기반 시설 때문이다.
2021년 10월, 레바논의 두 대형 발전소인 자흐라니와 데이르 암마르 발전소가 연료 부족으로 가동을 중단하면서 레바논 전역에 정전이 발생했다. 이로 인해 레바논은 중앙에서 생산되는 전기가 완전히 끊기고 개인 발전기용 연료도 충분히 확보하지 못하게 되었다. 다음 날 레바논군이 자체 보유 연료를 공급하면서 전력이 복구되었다.
레바논 정부가 이라크 등 외국으로부터의 연료 수입 대금을 마련하지 못하면서 국가 전력 생산량이 크게 감소했고, 이로 인해 레바논 전역의 정전 빈도가 증가했다.
이러한 경제 위기는 이스라엘과 헤즈볼라 간의 군사 활동 증가와 맞물려 발생했다. 정전 직전인 8월 17일, 이스라엘의 공습으로 시리아 국적자 10명이 사망했다.

## 정전
2024년 8월 17일, 엘렉트리시테 뒤 리방(EDL)은 보유한 모든 연료를 소진하여 전 발전소의 발전 작업을 중단할 수밖에 없다는 공식 성명을 발표했다. 이에 따라 EDL은 동부 유럽 표준시(EEST) 정오부터 레바논 전 영토에서 무기한 완전 정전이 시작될 것이며, 이는 "공항, 항구, 급수 펌프, 하수 시스템, 교도소 등의 필수 시설"에 영향을 미칠 것이라고 보고했다. 전력 공급이 중단된 지역에는 베이루트 항구와 베이루트 라피크 하리리 국제공항 등 레바논의 여러 핵심 기관이 포함되었다. 베이루트 공항의 민간항공 총국장인 파디 알-하산은 공항이 전기 공급을 위해 발전기를 사용해야 했다고 밝혔다. 레바논 관리들은 정전이 24시간에서 48시간 동안 지속될 것이라고 주장했다.
레바논 전력망에 에너지를 공급하던 마지막 발전소는 남부 레바논의 자흐라니 발전소였다. 이 발전소는 연료 소비를 제한하고 전기 생산을 연장하기 위한 모든 조치를 사용한 후 연료 자원을 모두 소진했다고 보고하며 생산을 중단해야 했다. 레바논 정부가 언급한 24시간에서 48시간 이내의 전력 복구 예상과는 달리, 자흐라니 발전소 관계자들은 전력이 언제, 어떤 단계로 복구될지에 대한 예상 일정을 제시하지 않았다.
EDL은 지속되는 경제 위기 외에도 이스라엘과 헤즈볼라 간의 군사 활동 증가와 국경 간 포격이 이스라엘에 대한 작전에 연료가 사용되면서 연료 부족에 기여했을 것이라고 암시했다.
최초 발표 이후, 남부 레바논 수자원공사는 정전으로 인해 국가의 필요를 충족시킬 만큼의 물을 펌프로 끌어올릴 수 없게 되어 레바논 시민들이 물 사용을 제한하고 물을 절약하는 것이 중요하다는 성명을 발표했다. 월리드 파야드 에너지 장관은 EDL과 리타니강 관리청에 남은 모든 자원과 서비스를 가능한 한 많은 물 공급에 할당하도록 지시했다.
Crisis24의 작성자들은 정전으로 인해 교통 신호등이 작동하지 않아 교통량과 자동차 운송에 광범위한 혼란이 발생할 수 있고, 전국의 주유소와 현금인출기가 폐쇄되며, 레바논 기업 관행에 지장이 생기고, 전기 울타리와 경보 네트워크 같은 보안 조치가 중단되어 기회주의적 약탈, 기물 파손, 무단 침입 등 다양한 형태의 범죄 활동이 크게 증가할 수 있다고 언급했다. 또한 정전이 장기화될 경우 정부에 대한 광범위한 시위가 발생할 가능성에 대해서도 언급했다.
전화 인터뷰에서 파야드는 이집트로부터 연료 선적을 받기로 합의했으며, 8월 23일까지 도착할 것이라고 밝혔다.

## 대응
레바논 포스당(Lebanese Forces) 소속 라지 알 하즈 의원은 24시간 전기 공급을 목표로 에너지 부문에 400억 미국 달러(레바논의 1,000억 미국 달러 공공 부채의 거의 절반에 해당하는 금액)를 투입하고도 결국 완전 정전에 이르게 된 사실을 강하게 비판했다. 그는 레바논 정부 관리들이 지속적으로 단기적 해결책만을 추구하고 국가의 만성적인 에너지 부족 문제의 근본 원인을 파악하고 해결하려는 노력을 하지 않았다고 비난했으며, 레바논 에너지 부문의 분권화가 이러한 문제들을 해결할 것이라고 주장했다.
레바논 에너지 장관은 이라크로부터의 연료 수입 대금을 지불하지 못해 정전이 발생했다며 레바논 중앙은행(Banque du Liban)을 비난했고, 은행 측은 의회가 이에 대한 승인을 하지 않았다고 반박했다. 와심 만수리 중앙은행 임시 총재는 은행이 외화 비상 준비금으로 연료 수입 대금을 지불하는 데 제한을 받았으며, 이를 위해서는 의회의 승인이 필요하다고 주장했다. 사기흐 아티에 의원은 EDL이 "세금 징수에 실패한 것이 위기의 직접적인 원인"이라고 비난하며, 이로 인해 EDL이 이라크 연료 수입 대금을 지불할 충분한 자금을 확보하지 못했고 다른 기관들도 에너지 부문을 기능적으로 유지하는 데 필요한 비용을 지불하지 않았다고 지적했다.

### 국제 반응
알제리: 나디르 라르바우이 알제리 총리는 나지브 미카티 레바논 총리와의 전화 통화에서 위기 극복을 돕기 위해 레바논에 즉시 일정량의 연료를 공급하겠다고 밝혔다.
 이라크: 정전과 동시에 이라크는 금융 문제, 특히 레바논 중앙은행이 협정 한도 내에서 레바논을 유지하기 위해 7억 달러의 신용한도를 승인하지 않기로 한 결정과 관련하여 서비스와 교환으로 레바논에 연료를 제공하는 계약 갱신을 거부했다. 나지브 미카티 레바논 총리는 이라크에 초기 7억 달러의 부채를 면제해 줄 것을 설득하려 했으며 이를 위해 바그다드를 방문하려 했으나 거절당했다. 모하메드 시아 알-수다니 이라크 총리는 원래 부채에 7억 달러를 추가하여 협정을 갱신하겠다고 밝혔는데, 이는 레바논이 이라크에 진 부채를 14억 달러로 두 배 증가시키는 것이었다. 이 제안은 레바논 중앙은행이 거절하였다.